# Vyšná Olšava
Vyšná Olšava – wieś (obec) na Słowacji położona w kraju preszowskim, w powiecie Stropkov. Pierwsze wzmianki o miejscowości pochodzą z 1382 roku.
Według danych z dnia 31 grudnia 2012 roku, wieś zamieszkiwało 625 osób, w tym 322 kobiety i 303 mężczyzn.
W 2001 roku rozkład populacji względem narodowości i przynależności etnicznej wyglądał następująco:
- Słowacy – 95,97%
- Czesi – 0,34%
- Romowie – 0,17%
- Rusini – 2,18%
- Ukraińcy – 0,17%

Ze względu na wyznawaną religię struktura mieszkańców kształtowała się w 2001 roku następująco:
- Katolicy rzymscy – 11,91%
- Grekokatolicy – 82,05%
- Ewangelicy – 0,67%
- Prawosławni – 3,86%
- Nie podano – 1,51%